# جاستن كرونين
جاستن كرونين (بالإنجليزية: Justin Cronin)‏ (1962، نيو إنجلاند في الولايات المتحدة)؛ أستاذ جامعي، كاتب وروائي أمريكي.

## روابط خارجية
- جاستن كرونين على موقع IMDb (الإنجليزية)